# Gliniszcze (przystanek kolejowy)
Gliniszcze – przystanek osobowy w Gliniszczach Wielkich na linii kolejowej nr 40, w województwie podlaskim, w Polsce.
Przystanek został oddany do użytku w 1984 roku.

## Ruch pasażerski
| Rok  | Wymiana pasażerska na dobę |
| ---- | -------------------------- |
| 2017 | 0-9                        |
| 2022 | 0-9                        |